# Diospyros howii
Diospyros howii är en tvåhjärtbladig växtart som beskrevs av Elmer Drew Merrill och Woon Young Chun. Diospyros howii ingår i släktet Diospyros och familjen Ebenaceae. Inga underarter finns listade i Catalogue of Life.